# Pachetra incana
Pachetra incana är en fjärilsart som beskrevs av Pierre Millière 1875. Pachetra incana ingår i släktet Pachetra och familjen nattflyn. Inga underarter finns listade i Catalogue of Life.